# Friedrich Hendrix
Pour les articles homonymes, voir Hendrix (homonymie).
Friedrich Hendrix, né le 6 janvier 1911 à Aix-la-Chapelle et décédé le 30 août 1941 près de Léningrad, était un athlète allemand, qui, lors des Jeux olympiques d'été de 1932 a remporté une médaille d'argent en relais 4 × 100 m avec ses compatriotes Helmut Körnig, Erich Borchmeyer et Arthur Jonath. Il prit aussi part à ces jeux au 200 m mais fut éliminé lors des qualifications.
Friedrich Hendrix était marié à la sprinteuse allemande Marie Dollinger. Ils ont eu une fille Brunhilde Hendrix qui fut également médaillée olympique.

## Palmarès

### Jeux olympiques d'été
- Jeux olympiques d'été de 1932 à Los Angeles ( États-Unis)
  - éliminé lors des qualifications sur 200 m
  -  Médaille d'argent en relais 4 × 100 m